# بنال وطن
بنال وطن (به انگلیسی: Cry, the Beloved Country) نخستین رمان آلن پیتون است که در سال ۱۹۴۸ میلادی منتشر شد و موجب شهرت نویسنده‌اش گردید. کتاب دربارهٔ مسئلهٔ تبعیض نژادی در آفریقای جنوبی است.

## خلاصه داستان
داستان کتاب دربارهٔ کشیش فقیر و پیری بنام استیون کومالو در روستای محروم و کوچک ایندوتشنی است که برای یافتن پسرش (ابسالم کومالو) به ژوهانسبورگ می‌رود. او متوجه می‌شود که پسرش دختر نوجوانی را باردار کرده و مدتی نیز در دارالتأدیب بوده است. کمی بعد پسرش را به جرم قتل یک مرد سفیدپوست بازداشت می‌کنند و ...

## شخصیت‌ها
- استیون کومالو: کشیشی بومی که برای رهایی پسرش تلاش می‌کند و در این راه رنج بسیاری می‌برد.
- تئوفیلوس مسی‌مانگو: کشیشی در ژوهانسبورگ که به کومالو برای یافتن پسرش یاری می‌رساند.
- جان کومالو: برادر استیون در ژوهانسبورگ که در کسب و کار موفق است و برای دفاع از حقوق پایمال شدهٔ سیاهان مبارزه می‌کند.
- ابسالم کومالو: پسر استیون که برای یافتن عمه‌اش گرترود به ژوهانسبورگ می‌رود. او آرتور جارویس را به قتل می‌رساند.
- گرترود کومالو: خواهر استیون که در ژوهانسبورگ به خودفروشی می‌پردازد.
- جیمز جارویس: مردی ثروتمند و پدر مقتول، آرتور جارویس. او در نهایت از خانواده کومالو کینه‌ای به دل نمی‌گیرد و به اهالی روستای ایندوتشنی یاری می‌رساند.
- آرتور جارویس: پسر جیمز جارویس که توسط ابسالم کومالو کشته می‌شود. او فعال حقوق سیاه‌پوستان است و نوشته‌های او درباره تبعیض نژادی در متن کتاب آورده می‌شوند.
- پدر وینسنت: کشیشی از انگلستان که به استیون کمک می‌کند.
- خانم دیته‌به: زنی که به استیون کومالو در زمان اقامتش در ژوهانسبورگ پناه می‌دهد.
- دختر (زن ابسالم): دختری نوجوان و حدوداً شانزده ساله که توسط ابسالم باردار شده است. او و ابسالم در زندان ازدواج می‌کنند.

## برگردان فارسی
بنال وطن نخستین بار توسط سیمین دانشور از روی چاپ نیویورک کتاب در سال ۱۹۸۴ به فارسی برگردان شد و توسط انتشارات خوارزمی منتشر شد.